# Juan Francisco Lucas
Juan Francisco Lucas är en ort i Mexiko.   Den ligger i kommunen Zautla och delstaten Puebla, i den sydöstra delen av landet, 150 km öster om huvudstaden Mexico City. Juan Francisco Lucas ligger 1 904 meter över havet och antalet invånare är 202.
Terrängen runt Juan Francisco Lucas är kuperad österut, men västerut är den bergig. Juan Francisco Lucas ligger nere i en dal. Runt Juan Francisco Lucas är det ganska tätbefolkat, med 75 invånare per kvadratkilometer. Närmaste större samhälle är Xochiapulco, 6,4 km nordost om Juan Francisco Lucas. I omgivningarna runt Juan Francisco Lucas växer huvudsakligen savannskog.